# Faloria
Faloria (en griego, Φαλωρία) es el nombre de una antigua ciudad griega de Tesalia.
Es citada en el marco de la segunda guerra macedónica: Tito Livio menciona que Faloria fue atacada por las tropas romanas y sus aliados bajo el mando de Tito Quincio Flaminino el año 198 a. C. La ciudad estaba defendida por 2000 macedonios que resistieron un tiempo pero ante la tenaz perseverancia de los romanos, día y noche, la ciudad fue capturada y, posteriormente, incendiada y saqueada.
Durante la Guerra Romano-Siria, fue una de las ciudades tesalias que en el año 191 a. C., estando en poder de los atamanes, fue tomada por un ejército conjunto del romano Marco Bebio Tánfilo y Filipo V de Macedonia.
Se han hallado monedas de bronce que fueron acuñadas por la ciudad de Faloria al menos desde fines del siglo IV o principios del III a. C.